# Copa Mundial de Fútbol Sub-17 de 2001
La Copa Mundial Sub-17 de la FIFA Trinidad y Tobago 2001 (en inglés: FIFA U-17 World Cup Trinidad & Tobago 2001) fue la IX edición de la Copa Mundial de Fútbol Sub-17. Esta versión del torneo se realizó en Trinidad y Tobago, entre 13 y 30 de septiembre de 2001.
Las selecciones participantes pudieron inscribir a jugadores nacidos a partir del 1 de enero de 1984. El ganador del título fue la selección de Francia que superó en la final 3-0 a Nigeria.

## Sedes
| Ciudad        | Estadio                 | Capacidad |
| ------------- | ----------------------- | --------- |
| Puerto España | Estadio Hasely Crawford | 27.000    |
| Bacolet       | Estadio Dwight Yorke    | 7.500     |
| Malabar       | Estadio Larry Gomes     | 10.000    |
| Marabella     | Estadio Manny Ramjohn   | 10.000    |
| Couva         | Estadio Ato Boldon      | 10.000    |

| Trinidad y Tobago                       | Trinidad y Tobago                             | Trinidad y Tobago                             |
| --------------------------------------- | --------------------------------------------- | --------------------------------------------- |
| Marabella                               | Puerto España Bacolet Malabar Marabella Couva | Puerto España Bacolet Malabar Marabella Couva |
| Estadio Manny Ramjohn Capacidad: 10 000 | Puerto España Bacolet Malabar Marabella Couva | Puerto España Bacolet Malabar Marabella Couva |
|                                         | Puerto España Bacolet Malabar Marabella Couva | Puerto España Bacolet Malabar Marabella Couva |
| Bacolet                                 | Puerto España Bacolet Malabar Marabella Couva | Puerto España Bacolet Malabar Marabella Couva |
| Estadio Dwight Yorke Capacidad: 7 500   | Puerto España Bacolet Malabar Marabella Couva | Puerto España Bacolet Malabar Marabella Couva |
|                                         | Puerto España Bacolet Malabar Marabella Couva | Puerto España Bacolet Malabar Marabella Couva |
| Malabar                                 | Puerto España                                 | Couva                                         |
| Estadio Larry Gomes Capacidad: 10 000   | Estadio Hasely Crawford Capacidad: 27 000     | Estadio Ato Boldon Capacidad: 10 000          |
|                                         |                                               |                                               |

## Equipos participantes
En cursiva, los equipos debutantes en la Copa Mundial de Fútbol Sub-17.
| Clasificatorias | Clasificatorias | Clasificatorias | Clasificatorias | Clasificatorias | Clasificatorias |
| --------------- | --------------- | --------------- | --------------- | --------------- | --------------- |
| AFC             | CAF             | Concacaf        | Conmebol        | OFC             | UEFA            |

| Equipos participantes | Equipos participantes | Equipos participantes | Equipos participantes | Equipos participantes |
| --------------------- | --------------------- | --------------------- | --------------------- | --------------------- |
| Argentina             | Costa Rica            | Francia               | Nigeria               |                       |
| Australia             | Croacia               | Irán                  | Omán                  |                       |
| Brasil                | España                | Japón                 | Paraguay              |                       |
| Burkina Faso          | Estados Unidos        | Malí                  | Trinidad y Tobago     |                       |

## Resultados
Los horarios corresponden a la hora de Trinidad y Tobago (UTC-4)

### Primera fase

#### Grupo A
| Equipo            | Pts | PJ | PG | PE | PP | GF | GC | Dif |
| ----------------- | --- | -- | -- | -- | -- | -- | -- | --- |
| Brasil            | 9   | 3  | 3  | 0  | 0  | 10 | 2  | 8   |
| Australia         | 6   | 3  | 2  | 0  | 1  | 5  | 1  | 4   |
| Croacia           | 3   | 3  | 1  | 0  | 2  | 3  | 8  | -5  |
| Trinidad y Tobago | 0   | 3  | 0  | 0  | 3  | 2  | 9  | -7  |

| 13 de septiembre de 2001, 13:00 | Trinidad y Tobago | 1:2 (0:1) | Croacia                 | Estadio Hasely Crawford, Puerto España                     |                                                            |
|                                 | Blackman 57'      | Reporte   | Kranjčar 43' (pen.) 67' | Asistencia: 10.500 espectadores Árbitro(s): Daniel Giménez | Asistencia: 10.500 espectadores Árbitro(s): Daniel Giménez |

| 14 de septiembre de 2001, 18:00 | Australia | 0:1 (0:0) | Brasil       | Estadio Hasely Crawford, Puerto España                   |                                                          |
|                                 |           | Reporte   | Anderson 76' | Asistencia: 18.000 espectadores Árbitro(s): Michal Benez | Asistencia: 18.000 espectadores Árbitro(s): Michal Benez |

| 16 de septiembre de 2001, 13:00 | Trinidad y Tobago | 0:1 (0:0) | Australia | Estadio Hasely Crawford, Puerto España                      |                                                             |
|                                 |                   | Reporte   | Agius 55' | Asistencia: 25.100 espectadores Árbitro(s): Alexandru Tudor | Asistencia: 25.100 espectadores Árbitro(s): Alexandru Tudor |

| 16 de septiembre de 2001, 15:30 | Croacia   | 1:3 (1:1) | Brasil                                      | Estadio Hasely Crawford, Puerto España                      |                                                             |
|                                 | Prijic 6' | Reporte   | Bruno 7' · Leandro Bomfim 57' · Caetano 77' | Asistencia: 25.100 espectadores Árbitro(s): Rodolfo Sibrian | Asistencia: 25.100 espectadores Árbitro(s): Rodolfo Sibrian |

| 19 de septiembre de 2001, 17:00 | Brasil                                                           | 6:1 (4:0) | Trinidad y Tobago | Estadio Hasely Crawford, Puerto España                   |                                                          |
|                                 | Malzoni 7' · Caetano 16' 41' 59' · James 36' (a.g.) · Junior 88' | Reporte   | Forbes 61'        | Asistencia: 26.000 espectadores Árbitro(s): Hussein Issa | Asistencia: 26.000 espectadores Árbitro(s): Hussein Issa |

| 19 de septiembre de 2001, 19:30 | Croacia | 0:4 (0:2) | Australia                     | Estadio Hasely Crawford, Puerto España                           |                                                                  |
|                                 |         | Reporte   | Smith 37' · Danze 40' 46' 66' | Asistencia: 20.228 espectadores Árbitro(s): Chukwudi Chukwujekwu | Asistencia: 20.228 espectadores Árbitro(s): Chukwudi Chukwujekwu |

#### Grupo B
| Equipo         | Pts | PJ | PG | PE | PP | GF | GC | Dif |
| -------------- | --- | -- | -- | -- | -- | -- | -- | --- |
| Nigeria        | 9   | 3  | 3  | 0  | 0  | 8  | 1  | +7  |
| Francia        | 6   | 3  | 2  | 0  | 1  | 11 | 6  | +5  |
| Japón          | 3   | 3  | 1  | 0  | 2  | 2  | 9  | -7  |
| Estados Unidos | 0   | 3  | 0  | 0  | 3  | 3  | 8  | -5  |

| 14 de septiembre de 2001, 17:00 | Estados Unidos | 0:1 (0:1) | Japón   | Estadio Dwight Yorke, Bacolet                                |                                                              |
|                                 |                | Reporte   | Abe 43' | Asistencia: 7.500 espectadores Árbitro(s): Paulo de Oliveira | Asistencia: 7.500 espectadores Árbitro(s): Paulo de Oliveira |

| 14 de septiembre de 2001, 19:30 | Francia             | 1:2 (0:1) | Nigeria                | Estadio Dwight Yorke, Bacolet                             |                                                           |
|                                 | Sinama-Pongolle 87' | Reporte   | Shaibu 24' · Brown 75' | Asistencia: 7.000 espectadores Árbitro(s): Ramesh Ramdhan | Asistencia: 7.000 espectadores Árbitro(s): Ramesh Ramdhan |

| 16 de septiembre de 2001, 16:00 | Japón | 0:4 (0:2) | Nigeria                                                     | Estadio Dwight Yorke, Bacolet                              |                                                            |
|                                 |       | Reporte   | Shaibu 35' · Opabunmi 39' · Brown 83' · Temile 90+1' (pen.) | Asistencia: 7.500 espectadores Árbitro(s): Cardoso Batista | Asistencia: 7.500 espectadores Árbitro(s): Cardoso Batista |

| 16 de septiembre de 2001, 18:30 | Estados Unidos                               | 3:5 (2:2) | Francia                                              | Estadio Dwight Yorke, Bacolet                        |                                                      |
|                                 | Magee 19' · Colombo 28' (a.g.) · Johnson 75' | Reporte   | Sinama-Pongolle 4' 60' 65' · Pietre 31' · Meghni 48' | Asistencia: 7.000 espectadores Árbitro(s): Eun Ju Im | Asistencia: 7.000 espectadores Árbitro(s): Eun Ju Im |

| 19 de septiembre de 2001, 17:00 | Nigeria                | 2:0 (1:0) | Estados Unidos | Estadio Dwight Yorke, Bacolet                            |                                                          |
|                                 | Shaibu 32' · Ayuba 58' | Reporte   |                | Asistencia: 7.500 espectadores Árbitro(s): Harry Attison | Asistencia: 7.500 espectadores Árbitro(s): Harry Attison |

| 19 de septiembre de 2001, 19:30 | Japón    | 1:5 (0:3) | Francia                                               | Estadio Dwight Yorke, Bacolet                             |                                                           |
|                                 | Yano 67' | Reporte   | Pietre 11' · Sinama-Pongolle 13' 54' 57' · Drouin 15' | Asistencia: 7.315 espectadores Árbitro(s): Daniel Giménez | Asistencia: 7.315 espectadores Árbitro(s): Daniel Giménez |

#### Grupo C
| Equipo       | Pts | PJ | PG | PE | PP | GF | GC | Dif |
| ------------ | --- | -- | -- | -- | -- | -- | -- | --- |
| Argentina    | 7   | 3  | 2  | 1  | 0  | 9  | 4  | +5  |
| Burkina Faso | 5   | 3  | 1  | 2  | 0  | 4  | 3  | +1  |
| España       | 3   | 3  | 1  | 0  | 2  | 4  | 6  | -2  |
| Omán         | 1   | 3  | 0  | 1  | 2  | 2  | 6  | -4  |

| 15 de septiembre de 2001, 16:00 | Omán         | 1:2 (1:0) | España                    | Estadio Ato Boldon, Couva                                    |                                                              |
|                                 | Al Hinai 22' | Reporte   | Torres 50' · Melli 90+2'' | Asistencia: 7.500 espectadores Árbitro(s): Richard Contreras | Asistencia: 7.500 espectadores Árbitro(s): Richard Contreras |

| 15 de septiembre de 2001, 18:30 | Argentina                      | 2:2 (1:1) | Burkina Faso            | Estadio Ato Boldon, Couva                                |                                                          |
|                                 | Correa 1' · López 90+3' (pen.) | Reporte   | Sanou 23' · Conombo 80' | Asistencia: 7.500 espectadores Árbitro(s): Harry Attison | Asistencia: 7.500 espectadores Árbitro(s): Harry Attison |

| 17 de septiembre de 2001, 17:00 | España | 0:1 (0:1) | Burkina Faso     | Estadio Manny Ramjohn, Marabella                              |                                                               |
|                                 |        | Reporte   | Sanou 41' (pen.) | Asistencia: 7.500 espectadores Árbitro(s): Kristinn Jakobsson | Asistencia: 7.500 espectadores Árbitro(s): Kristinn Jakobsson |

| 17 de septiembre de 2001, 19:30 | Omán | 0:3 (0:2) | Argentina                                 | Estadio Manny Ramjohn, Marabella                        |                                                         |
|                                 |      | Reporte   | López 10' · Tévez 37' · Colace 52' (pen.) | Asistencia: 7.500 espectadores Árbitro(s): Divine Evehe | Asistencia: 7.500 espectadores Árbitro(s): Divine Evehe |

| 20 de septiembre de 2001, 17:00 | Burkina Faso | 1:1 (1:1) | Omán         | Estadio Ato Boldon, Couva                                  |                                                            |
|                                 | Nikiema 22'  | Reporte   | Al Hinai 33' | Asistencia: 7.000 espectadores Árbitro(s): Alexandru Tudor | Asistencia: 7.000 espectadores Árbitro(s): Alexandru Tudor |

| 20 de septiembre de 2001, 19:30 | España                    | 2:4 (2:1) | Argentina                                                 | Estadio Ato Boldon, Couva                                  |                                                            |
|                                 | Guillermo 23' · Senel 30' | Reporte   | Colace 3' (pen.) · López 57' · Zabaleta 72' · Aguirre 83' | Asistencia: 9.300 espectadores Árbitro(s): Rodolfo Sibrian | Asistencia: 9.300 espectadores Árbitro(s): Rodolfo Sibrian |

#### Grupo D
| Equipo     | Pts | PJ | PG | PE | PP | GF | GC | Dif |
| ---------- | --- | -- | -- | -- | -- | -- | -- | --- |
| Costa Rica | 6   | 3  | 2  | 0  | 1  | 5  | 2  | +3  |
| Malí       | 6   | 3  | 2  | 0  | 1  | 4  | 2  | +2  |
| Paraguay   | 6   | 3  | 2  | 0  | 1  | 5  | 6  | -1  |
| Irán       | 0   | 3  | 0  | 0  | 3  | 2  | 6  | -4  |

| 15 de septiembre de 2001, 16:00 | Malí       | 1:2 (0:0) | Paraguay                    | Estadio Larry Gomes, Malabar                            |                                                         |
|                                 | Traore 76' | Reporte   | López 52' · Jara 86' (pen.) | Asistencia: 4.500 espectadores Árbitro(s): Hussein Issa | Asistencia: 4.500 espectadores Árbitro(s): Hussein Issa |

| 15 de septiembre de 2001, 18:30 | Irán | 0:2 (0:0) | Costa Rica                | Estadio Larry Gomes, Malabar                                    |                                                                 |
|                                 |      | Reporte   | Alonso 51' · Azofeifa 76' | Asistencia: 6.500 espectadores Árbitro(s): Chukwudi Chukwujekwu | Asistencia: 6.500 espectadores Árbitro(s): Chukwudi Chukwujekwu |

| 17 de septiembre de 2001, 17:00 | Paraguay | 0:3 (0:0) | Costa Rica                    | Estadio Larry Gomes, Malabar                            |                                                         |
|                                 |          | Reporte   | Alonso 75' 84' · Azofeifa 82' | Asistencia: 3.500 espectadores Árbitro(s): Michal Benes | Asistencia: 3.500 espectadores Árbitro(s): Michal Benes |

| 17 de septiembre de 2001, 19:30 | Malí          | 1:0 (0:0) | Irán | Estadio Larry Gomes, Malabar                             |                                                          |
|                                 | Coulibaly 38' | Reporte   |      | Asistencia: 3.270 espectadores Árbitro(s): Ramdan Ramesh | Asistencia: 3.270 espectadores Árbitro(s): Ramdan Ramesh |

| 20 de septiembre de 2001, 17:00 | Costa Rica | 0:2 (0:2) | Malí                       | Estadio Larry Gomes, Malabar                                 |                                                              |
|                                 |            | Reporte   | Coulibaly 20' · Diarra 33' | Asistencia: 4.000 espectadores Árbitro(s): Paulo de Oliveira | Asistencia: 4.000 espectadores Árbitro(s): Paulo de Oliveira |

| 20 de septiembre de 2001, 19:30 | Paraguay                       | 3:2 (2:0) | Irán                 | Estadio Larry Gomes, Malabar                                  |                                                               |
|                                 | Pérez Matto 19' 42' · Jara 66' | Reporte   | Ahmadzadeh 81' 90+3' | Asistencia: 4.000 espectadores Árbitro(s): Kristinn Jakobsson | Asistencia: 4.000 espectadores Árbitro(s): Kristinn Jakobsson |

### Segunda fase
|  | Cuartos de final            | Cuartos de final          |                                 |              | Semifinales  | Semifinales  |  |  | Final                           | Final |
|  |                             |                           |                                 |              |              |              |  |  |                                 |       |
|  | Bacolet, 23 de septiembre   |                           |                                 |              |              |              |  |  |                                 |       |
|  |                             |                           |                                 |              |              |              |  |  |                                 |       |
|  | Brasil                      | 1                         |                                 |              |              |              |  |  |                                 |       |
|  | Brasil                      | 1                         | Puerto España, 27 de septiembre |              |              |              |  |  |                                 |       |
|  | Francia                     | 2                         |                                 |              |              |              |  |  |                                 |       |
|  | Francia                     | 2                         | Francia                         | 2            |              |              |  |  |                                 |       |
|  | Marabella, 23 de septiembre |                           | Francia                         | 2            |              |              |  |  |                                 |       |
|  |                             | Argentina                 | 1                               |              |              |              |  |  |                                 |       |
|  | Argentina (pró.)>           | Argentina                 | 1                               | 2            |              |              |  |  |                                 |       |
|  | Argentina (pró.)>           |                           | Puerto España, 30 de septiembre | 2            |              |              |  |  |                                 |       |
|  | Malí                        | 1                         |                                 |              |              |              |  |  |                                 |       |
|  | Malí                        | 1                         | Francia                         | 3            |              |              |  |  |                                 |       |
|  | Bacolet, 24 de septiembre   |                           | Francia                         | 3            |              |              |  |  |                                 |       |
|  |                             | Nigeria                   | 0                               |              |              |              |  |  |                                 |       |
|  | Nigeria                     | Nigeria                   | 0                               | 5            |              |              |  |  |                                 |       |
|  | Nigeria                     | Malabar, 27 de septiembre |                                 | 5            |              |              |  |  |                                 |       |
|  | Australia                   | 1                         |                                 |              |              |              |  |  |                                 |       |
|  | Australia                   | 1                         | Nigeria                         | 1            | Tercer lugar | Tercer lugar |  |  |                                 |       |
|  | Marabella, 24 de septiembre |                           | Nigeria                         | 1            |              |              |  |  |                                 |       |
|  |                             | Burkina Faso              | 0                               |              |              |              |  |  |                                 |       |
|  | Costa Rica                  | Burkina Faso              | 0                               | 0            | Argentina    | 0            |  |  |                                 |       |
|  | Costa Rica                  |                           |                                 | 0            | Argentina    | 0            |  |  |                                 |       |
|  | Burkina Faso                | 2                         |                                 | Burkina Faso | 2            |              |  |  |                                 |       |
|  | Burkina Faso                | 2                         |                                 |              | 2            |              |  |  |                                 |       |
|  |                             |                           |                                 |              |              |              |  |  | Puerto España, 30 de septiembre |       |
|  |                             |                           |                                 |              |              |              |  |  |                                 |       |

#### Cuartos de final
| 23 de septiembre de 2001, 16:30 | Brasil       | 1:2 (0:2) | Francia                             | Estadio Dwight Yorke, Bacolet                            |                                                          |
|                                 | Alberoni 70' | Reporte   | Sinama-Pongolle 38' · Le Tallec 40' | Asistencia: 7.500 espectadores Árbitro(s): Ramesh Ramdan | Asistencia: 7.500 espectadores Árbitro(s): Ramesh Ramdan |

| 23 de septiembre de 2001, 19:30 | Nigeria                                                 | 5:1 (1:0) | Australia  | Estadio Dwight Yorke, Bacolet                                 |                                                               |
|                                 | Opabunmi 24' (pen.) 69' 79' · Mohammed 81' · Temile 85' | Reporte   | Engele 86' | Asistencia: 8.000 espectadores Árbitro(s): Kristinn Jakobbson | Asistencia: 8.000 espectadores Árbitro(s): Kristinn Jakobbson |

| 24 de septiembre de 2001, 16:30 | Argentina                  | 2:1 (1:1, 1:1) (t. s.) | Malí       | Estadio Manny Ramjohn, Marabella                           |                                                            |
|                                 | Rodríguez 38' · Fanari 95' | Reporte                | Diarra 35' | Asistencia: 8.000 espectadores Árbitro(s): Cardoso Batista | Asistencia: 8.000 espectadores Árbitro(s): Cardoso Batista |

| 24 de septiembre de 2001, 19:30 | Costa Rica | 0:2 (0:0) | Burkina Faso           | Estadio Manny Ramjohn, Marabella                         |                                                          |
|                                 |            | Reporte   | Gorogo 56' · Sanou 84' | Asistencia: 8.700 espectadores Árbitro(s): Harry Attison | Asistencia: 8.700 espectadores Árbitro(s): Harry Attison |

#### Semifinales
| 27 de septiembre de 2001, 15:30 | Nigeria            | 1:0 (1:0) | Burkina Faso | Estadio Larry Gomes, Malabar                                 |                                                              |
|                                 | Opabunmi 4' (pen.) | Reporte   |              | Asistencia: 7.500 espectadores Árbitro(s): Richard Contreras | Asistencia: 7.500 espectadores Árbitro(s): Richard Contreras |

| 27 de septiembre de 2001, 16:30 | Francia                     | 2:1 (0:0) | Argentina | Estadio Hasely Crawford, Puerto España                  |                                                         |
|                                 | Le Tallec 56' · Berthod 58' | Reporte   | Tévez 49' | Asistencia: 9.200 espectadores Árbitro(s): Divine Evehe | Asistencia: 9.200 espectadores Árbitro(s): Divine Evehe |

#### Tercer lugar
| 30 de septiembre de 2001, 15:30 | Argentina | 0:2 (0:1) | Burkina Faso             | Estadio Hasely Crawford, Puerto España                   |                                                          |
|                                 |           | Reporte   | Gorogo 30' · Conombo 78' | Asistencia: 25.000 espectadores Árbitro(s): Hussein Issa | Asistencia: 25.000 espectadores Árbitro(s): Hussein Issa |

#### Final
| 30 de septiembre de 2001, 18:00 | Francia                                          | 3:0 (1:0) | Nigeria | Estadio Hasely Crawford, Puerto España                      |                                                             |
|                                 | Sinama-Pongolle 34' · Le Tallec 53' · Pietre 81' | Reporte   |         | Asistencia: 20.790 espectadores Árbitro(s): Cardoso Batista | Asistencia: 20.790 espectadores Árbitro(s): Cardoso Batista |

#### Campeón
| Francia                   |
| Campeón Francia 1° título |

## Posiciones Finales
| Equipo | Equipo            | Pts | PJ | PG | PE | PP | GF | GC | Dif |
| ------ | ----------------- | --- | -- | -- | -- | -- | -- | -- | --- |
| 1      | Francia           | 15  | 6  | 5  | 0  | 1  | 18 | 8  | +10 |
| 2      | Nigeria           | 15  | 6  | 5  | 0  | 1  | 14 | 5  | +9  |
| 3      | Burkina Faso      | 11  | 6  | 3  | 2  | 1  | 8  | 4  | +4  |
| 4      | Argentina         | 10  | 6  | 3  | 1  | 2  | 12 | 9  | +3  |
| 5      | Brasil            | 9   | 4  | 3  | 0  | 1  | 11 | 4  | +7  |
| 6      | Malí              | 6   | 4  | 2  | 0  | 2  | 5  | 4  | +1  |
| 7      | Costa Rica        | 6   | 4  | 2  | 0  | 2  | 5  | 4  | +1  |
| 8      | Australia         | 6   | 4  | 2  | 0  | 2  | 6  | 6  | 0   |
| 9      | Paraguay          | 6   | 3  | 2  | 0  | 1  | 5  | 6  | -1  |
| 10     | España            | 3   | 3  | 1  | 0  | 2  | 4  | 6  | -2  |
| 11     | Croacia           | 3   | 3  | 1  | 0  | 2  | 3  | 8  | -5  |
| 12     | Japón             | 3   | 3  | 1  | 0  | 2  | 2  | 9  | -7  |
| 13     | Omán              | 1   | 3  | 0  | 1  | 2  | 2  | 6  | -4  |
| 14     | Irán              | 0   | 3  | 0  | 0  | 3  | 2  | 6  | -4  |
| 15     | Estados Unidos    | 0   | 3  | 0  | 0  | 3  | 3  | 8  | -5  |
| 16     | Trinidad y Tobago | 0   | 3  | 0  | 0  | 3  | 2  | 9  | -7  |

## Goleadores
| Jugador                 | Selección    | Goles |
| ----------------------- | ------------ | ----- |
| Florent Sinama-Pongolle | Francia      | 9     |
| Femi Opabunmi           | Nigeria      | 5     |
| Douglas Caetano         | Brasil       | 4     |
| Karimu Shaibu           | Nigeria      | 3     |
| Samuel Pietre           | Francia      | 3     |
| Armando Alonso          | Costa Rica   | 3     |
| Anthony Danze           | Australia    | 3     |
| Wilfried Sanou          | Burkina Faso | 3     |
| Maxi López              | Argentina    | 3     |
| Anthony Le Tallec       | Francia      | 3     |